# Wortegem-Petegem
Wortegem-Petegem ist eine Gemeinde in der Provinz Ostflandern in Belgien mit 6552 Einwohnern (Stand 1. Januar 2024). Sie liegt am linken Ufer der Schelde und besteht aus den Ortsteilen Elsegem, Moregem, Ooike, Petegem-aan-de-Schelde und Wortegem. Wortegem-Petegem liegt 25 km südlich von Gent.
In Anzegem, Oudenaarde, Waregem und Ronse befinden sich die nächsten Regionalbahnhöfe und in Gent halten auch überregionale Schnellzüge.

## Weblinks

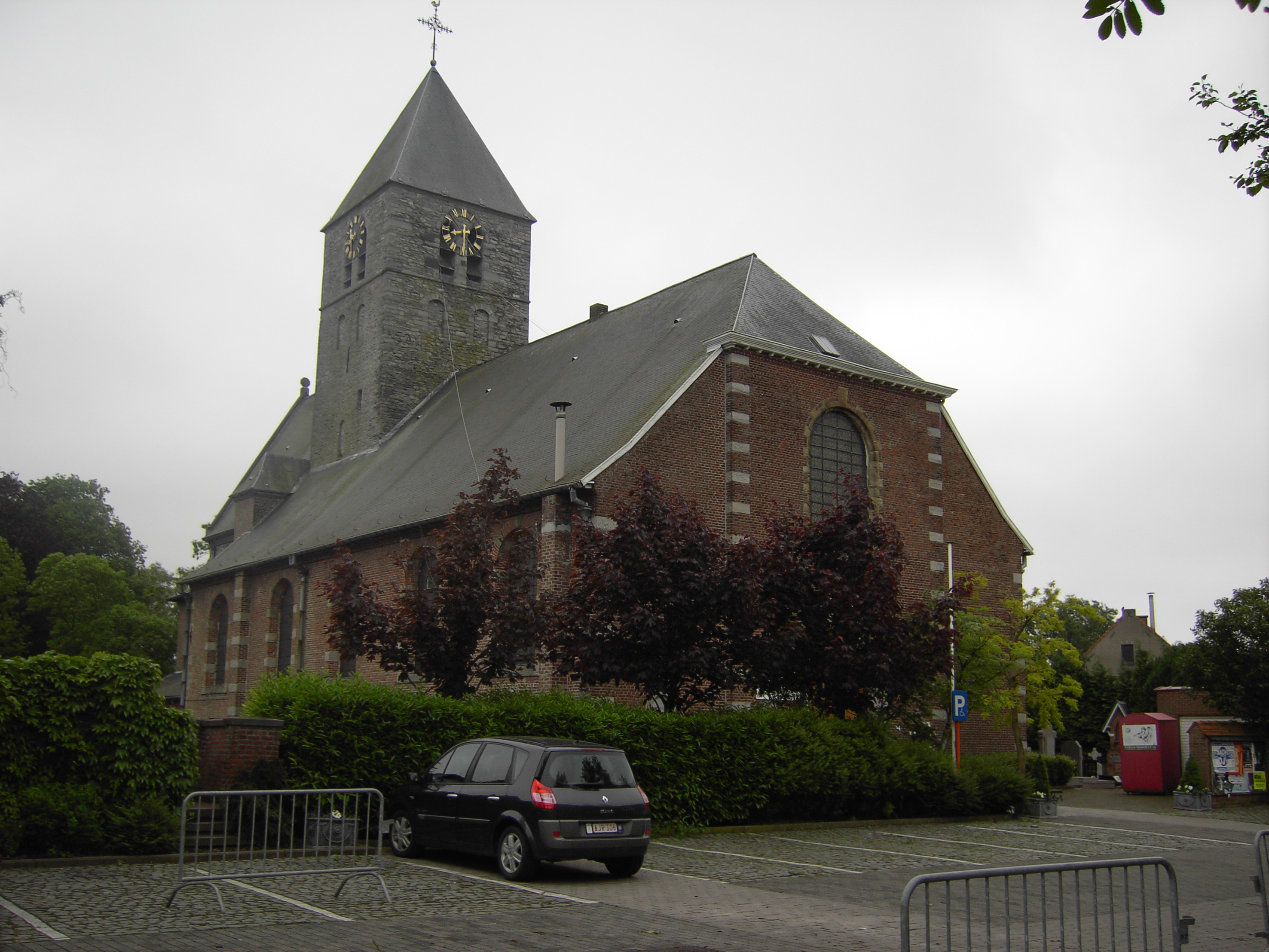
Die Sint-Mauruskerk in der Teilgemeinde Elsegem